# Classe Raïs Bargach
La Raïs Bargach è una classe di Pattugliatore d'altura della Marina Reale del Marocco costruita da Alstom Leroux Naval (filiale di Alstom marine, Chantiers de l'Atlantique) a Lorient in Francia.

## Caratteristiche generali
La nave ha un equipaggio di 46 uomini, di cui 6 Ufficiali e 40 Sottufficiali e Comuni, ha una lunghezza di 64 metri, una larghezza di 11,43 metri e un dislocamento di 650 tonnellate. Ha un raggio d'azione di 4000 miglia nautiche a 12 nodi o 20 giorni circa di permanenza in mare.

La propulsione è costituita da due motori diesel Wartsila 16V25 Nohab con una potenza di 7,6 MW, la nave è inoltre dotata di un sistema di propulsione secondario, montato separatamente dai motori principali, costituito da due motori elettrici Leroy-Somer utilizzati in caso di emergenza o per la modalità economica "economic mode".

## Operazioni
La missione principale è la sorveglianza di coste e Zona Economica Esclusiva del Marocco e il controllo delle attività della pesca nell'Oceano Atlantico, con ruoli secondari che comprendono: ricerca e soccorso, il contrasto del contrabbando lungo la costa del Sahara occidentale e la lotta al terrorismo.

## Armamento
Le unità sono stati progettati per accogliere un cannone Otobreda 76/62 Super Rapido da 76 millimetri e un sistema di missili anti-nave, tuttavia a causa di mancanza di fondi da parte del governo marocchino, le unità sono stati consegnati soltanto con due 20 millimetri. Successivamente sono stati aggiunti 4 KPV 14,5 millimetri e 1 Bofors 40 millimetri al posto di una delle due 20 millimetri. 
Alcune delle attrezzature di bordo sono stati riciclati da navi da guerra dismessi.

## Unità della Marina Reale del Marocco
La Rais Bargach è la prima di una serie che comprende cinque unità: 
| Marine royale - Classe Rais Bargach | Marine royale - Classe Rais Bargach | Marine royale - Classe Rais Bargach | Marine royale - Classe Rais Bargach | Marine royale - Classe Rais Bargach | Marine royale - Classe Rais Bargach | Marine royale - Classe Rais Bargach |
| Immagine                            | matricola                           | Nome                                | cantiere                            | Varo                                | Entrata in servizio                 | Stato                               |
| ----------------------------------- | ----------------------------------- | ----------------------------------- | ----------------------------------- | ----------------------------------- | ----------------------------------- | ----------------------------------- |
|                                     | P-318                               | Rais Bargach                        | Lorient                             | 9 ottobre 1995                      | 14 dicembre 1995                    | In servizio                         |
|                                     | P-319                               | Rais Britel                         | Lorient                             | 19 marzo 1996                       | 14 maggio 1996                      | In servizio                         |
|                                     | P-320                               | Rais Charkaoui                      | Lorient                             | 26 settembre 1996                   | 15 dicembre 1996                    | In servizio                         |
|                                     | P-321                               | Rais Maaninou                       | Lorient                             | 7 marzo 1997                        | 21 maggio 1997                      | In servizio                         |
|                                     | P-322                               | Al Rais Mounastiri                  | Lorient                             | 15 ottobre 1997                     | 17 dicembre 1997                    | In servizio                         |